# 인간 본성에 관한 논고
《인간 본성에 관한 논고: 도덕적 주제에 실험적 추론 방식을 도입하려는 시도》(A Treatise of Human Nature: Being an Attempt to Introduce the Experimental Method of Reasoning into Moral Subjects, 1739년 - 1740년)는 스코틀랜드 철학자 데이비드 흄이 쓴 책으로, 많은 이들이 흄의 가장 중요한 저작이자 철학사에서 가장 영향력 있는 저작 중 하나로 꼽는다. 이 책은 저자가 1776년에 사망한 이후 여러 판본으로 출간되었다.
《논고》는 철학적 경험주의, 회의주의, 자연주의의 고전적 서술로 이루어져있다. 서문에서 흄은 모든 과학과 철학을 새로운 토대, 즉 인간 본성에 대한 경험적 탐구 위에 놓으려는 생각을 제시한다. 아이작 뉴턴이 물리학에서 이룬 성취에 깊은 인상을 받은 흄은 "인간 지성의 범위와 힘"을 발견하려는 목표를 가지고, 동일한 실험적 추론 방식을 인간 심리 연구에 도입하고자 했다. 철학적 합리주의자들에 맞서, 흄은 이성보다는 정념(passions)이 인간 행동의 원인이라고 말했다. 그는 유명한 귀납의 문제(problem of induction)를 제기하며, 귀납적 추론과 인과관계에 대한 우리의 믿음은 이성으로 정당화될 수 없다고 주장했다. 대신, 귀납과 인과관계에 대한 우리의 믿음은 생각의 습관과 관습에서 비롯된다는 것이다. 흄은 정서주의적(moral sense theory) 도덕 설명을 옹호하며, 윤리학은 이성보다는 감정과 정념에 기반한다고 주장하고, "이성은 정념의 노예일 뿐이며, 또한 마땅히 그래야만 한다"고 선언한 것으로 유명하다. 흄은 또한 개인의 정체성 대한 회의적 이론과 자유의지에 대한 양립가능론(compatibilism)적 설명을 제시한다.
아이자이아 벌린은 흄에 대해 "어떤 이도 흄보다 더 깊고 충격적인 수준으로 철학사에 영향을 미치지는 못했다"고 썼다. 제리 포더는 흄의 《논고》가 "인지과학의 기초 문헌"이라고 썼다. 그러나 당시 영국의 대중은 이에 동의하지 않았고, 결국 흄 자신도 동의하지 않아 《인간 지성에 관한 탐구》(1748년)와 《도덕 원리에 관한 탐구》(1751년)에서 그 내용을 다시 저술했다. 전자의 서문에서 흄은 다음과 같이 썼다.
이 책에 담긴 원리와 추론의 대부분은 《인간 본성에 관한 논고》라는 제목의 세 권짜리 저작으로 출판된 바 있다. 이는 저자가 대학을 떠나기 전에 구상했던 저작으로, 졸업 후 얼마 지나지 않아 집필하고 출판한 것이다. 그러나 성공을 거두지 못하자, 너무 일찍 인쇄에 넘긴 자신의 실수를 깨닫고 이후의 저작들에서 전체를 새로 썼다. 이 과정에서 이전의 추론에서 보였던 약간의 부주의함과 표현상의 더 큰 미숙함이 바로잡혔기를 그는 희망한다. 그러나 저자의 철학에 답변을 보내는 영광을 안겨준 몇몇 저술가들은 저자가 결코 인정하지 않은 그 미숙한 저작에 모든 공격을 집중하는 데 공을 들였고, 그 저작을 상대로 자신들이 얻었다고 상상하는 이점을 내세워 의기양양해했다. 이는 솔직함과 공정한 태도의 모든 규칙에 매우 어긋나는 관행이며, 편협한 열정이 스스로에게 사용을 허락한다고 여기는 논쟁적 기교의 강력한 사례이다. 이후부터 저자는 다음의 저작들만이 자신의 철학적 견해와 원리를 담고 있는 것으로 간주되기를 바란다.

《도덕 원리에 관한 탐구》에 대해 흄은 "나의 모든 저술, 즉 역사, 철학, 문학을 통틀어 비교할 수 없이 최고"라고 말했다.

## 내용
이 저작은 인간 심리에 대한 경험적 탐구를 바탕으로 모든 과학의 새로운 토대를 마련하고자 노력한 결과물이다. 이 시리즈는 인간의 지성에 대한 분석(제1권)에서 시작하여, 모든 관념이 경험에서 비롯된다고 주장하고 인과관계와 자아 같은 전통적 개념을 비판한다. 이어서 정념(passions)에 대한 탐구(제2권)로 나아가, 이성은 '정념의 노예'라고 주장한다. 마지막으로 도덕 이론(제3권)에서 정점에 이르는데, 그는 도덕의 기반을 이성이 아닌 인간의 정서에 두며, 공감을 덕에 대한 시인(是認)을 설명하는 핵심 원리로 제시한다.

### 서론
서론은 흄의 야심 찬 계획을 보여준다. 자연 과학의 실험적 방법을 사용하여 포괄적인 '인간의 과학'을 창조하려는 것이다. 그는 논리학에서 정치학에 이르기까지 모든 과학이 인간 본성의 이해에 의존하기 때문에, 심리에 대한 경험적 탐구만이 지적 진보를 위한 유일하고 안전한 토대라고 주장한다. 이를 위해 추상적인 형이상학적 추론을 버리고, 인간의 삶과 경험에 대한 신중한 관찰을 따라야 한다고 역설한다.

### 제1권: 지성에 관하여
제1권 '지성에 관하여'는 흄의 경험론적 인식론을 제시한다. 그는 모든 단순 관념은 인상(감각적 또는 정서적 경험)의 복사물이라고 단언하며, 본유주의(innatism)를 거부한다. 그는 '인과관계'를 심도있게 분석하여, 그것이 이성적 원리가 아니라 사건들의 지속적인 결합에 근거한 심리적 습관(귀납의 문제)이라고 결론짓는다. 또한 그는 실체와 개인적 정체성(personal identity)이라는 전통적 개념을 해체하며, 자아란 끊임없이 변화하는 지각들의 '다발'에 지나지 않는다고 주장한다.

### 제2권: 정념에 관하여
제2권 '정념에 관하여'는 흄의 감정 이론을 제시한다. 그는 자부심이나 사랑과 같은 간접 정념을 관념과 인상의 '이중 관계'의 산물로 설명한다. 이 책에서 가장 유명한 주장은 "이성은 정념의 노예이며, 노예여야만 한다(reason is, and ought only to be the slave to the passions)"는 것으로, 이성만으로는 행위를 동기 부여할 수 없고 단지 기존의 욕구를 이끄는 역할만 할 뿐이라고 주장한다. 그는 또한 자유의지에 대한 양립가능론적 관점을 옹호하며, 인간의 행위는 심리적 동기에 의해 결정된다고 단언한다.

### 제3권: 도덕에 관하여
제3권 '도덕에 관하여'는 도덕이 이성이 아닌 정서에 기반을 둔다고 주장한다. 도덕적 구분은 시인 또는 부인의 감정에서 비롯되며, 이는 공감 -- 타인의 감정을 함께 느끼는 능력 -- 에 뿌리를 두고 있다. 흄은 상호 이익을 위해 만들어진 사회적 관습에서 발생하는 정의와 같은 '인위적 덕'과, 자비심처럼 그 자체의 유용성으로 인해 인간이 가진 '자연적 덕'을 구분한다.

## 영향과 유산
『인간 본성에 관한 논고』는 저자의 사후에도 여러 판본으로 출간되었다.
이 책은 알베르트 아인슈타인에게도 영감을 주었다. 아인슈타인은 1915년 한 편지에서 이 책을 언급하기도 했다. "상대성 이론은 실증주의에서 비롯되었습니다. 이러한 사유 방식은 저의 노력에 큰 영향을 미쳤으며, 특히 마흐와, 그보다 더 큰 영향을 준 흄이 바로 그들입니다. 저는 상대성 이론을 발견하기 직전에 그의 『인간 본성에 관한 논고』를 열렬히 그리고 감탄하며 공부했습니다."

## 같이 보기
- 출판 논문 (treatise)

## 참고 문헌
1. ↑  See Hume, David (1888).  Selby-Bigge, L.A., 편집. 《A Treatise of Human Nature》. Oxford: Clarendon Press. 2014년 6월 30일에 확인함. via Archive.org; Hume, David (1882).  Green, T.H.; Grose, T.H., 편집. 《A Treatise of Human Nature : Being an Attempt to Introduce the Experimental Method of Reasoning into Moral Subjects & Dialogues Concerning Natural Religion》 1. London: Longmans, Green & Co.; Hume, David (1882).  Green, T.H.; Grose, T.H., 편집. 《A Treatise of Human Nature : Being an Attempt to Introduce the Experimental Method of Reasoning into Moral Subjects & Dialogues Concerning Natural Religion》 2. London: Longmans, Green & Co. 2014년 6월 30일에 확인함. via Archive.org
2. ↑  Isaacson, Walter (2017). 《Einstein: His Life and Universe》. London: Simon & Schuster. 82쪽. ISBN 9781471179389.